# Textilarchäologie

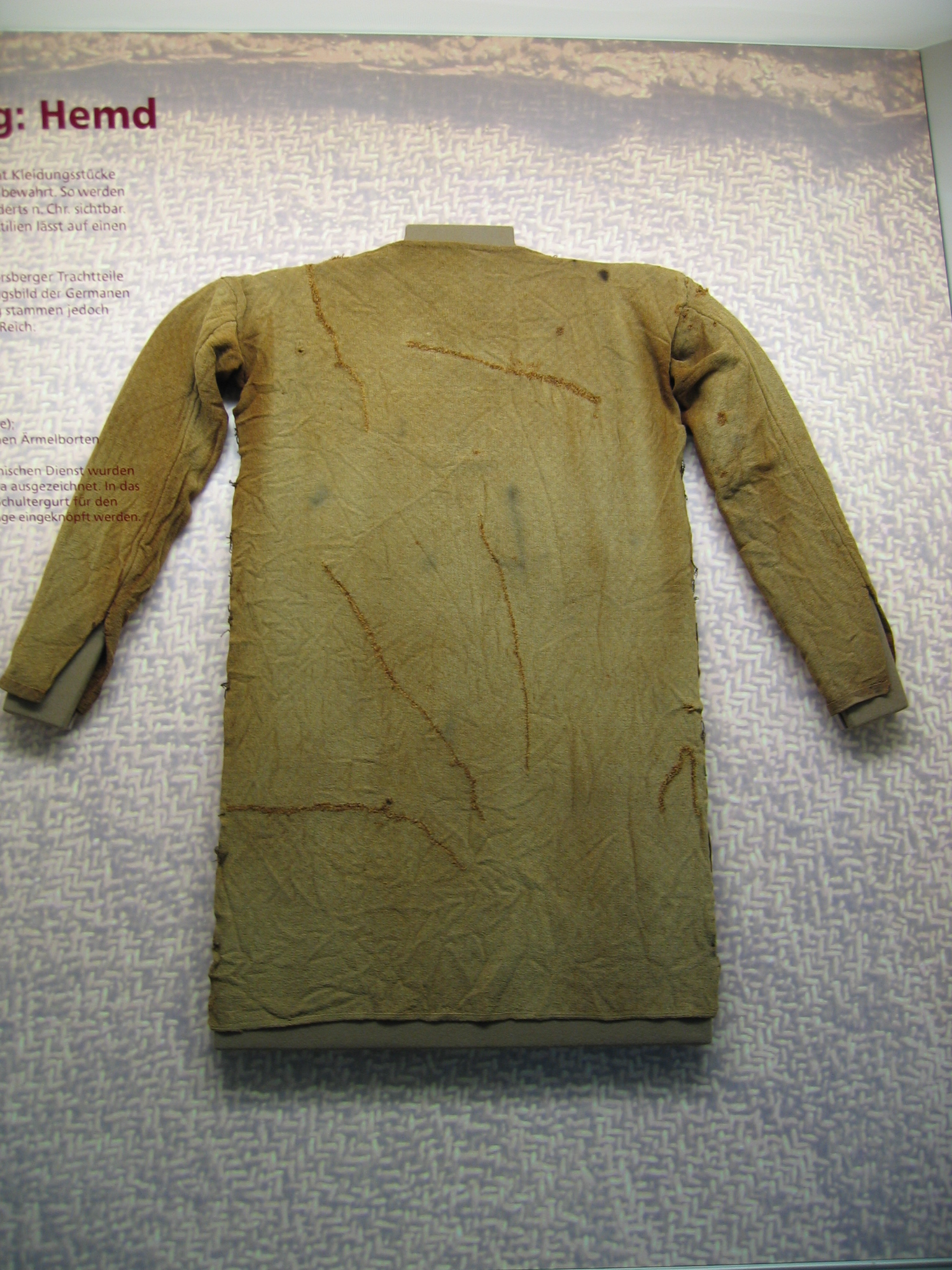
Restaurierte Tunika des 4. Jh. aus dem Thorsberger Moor im Archäologischen Landesmuseum Schloss Gottorf

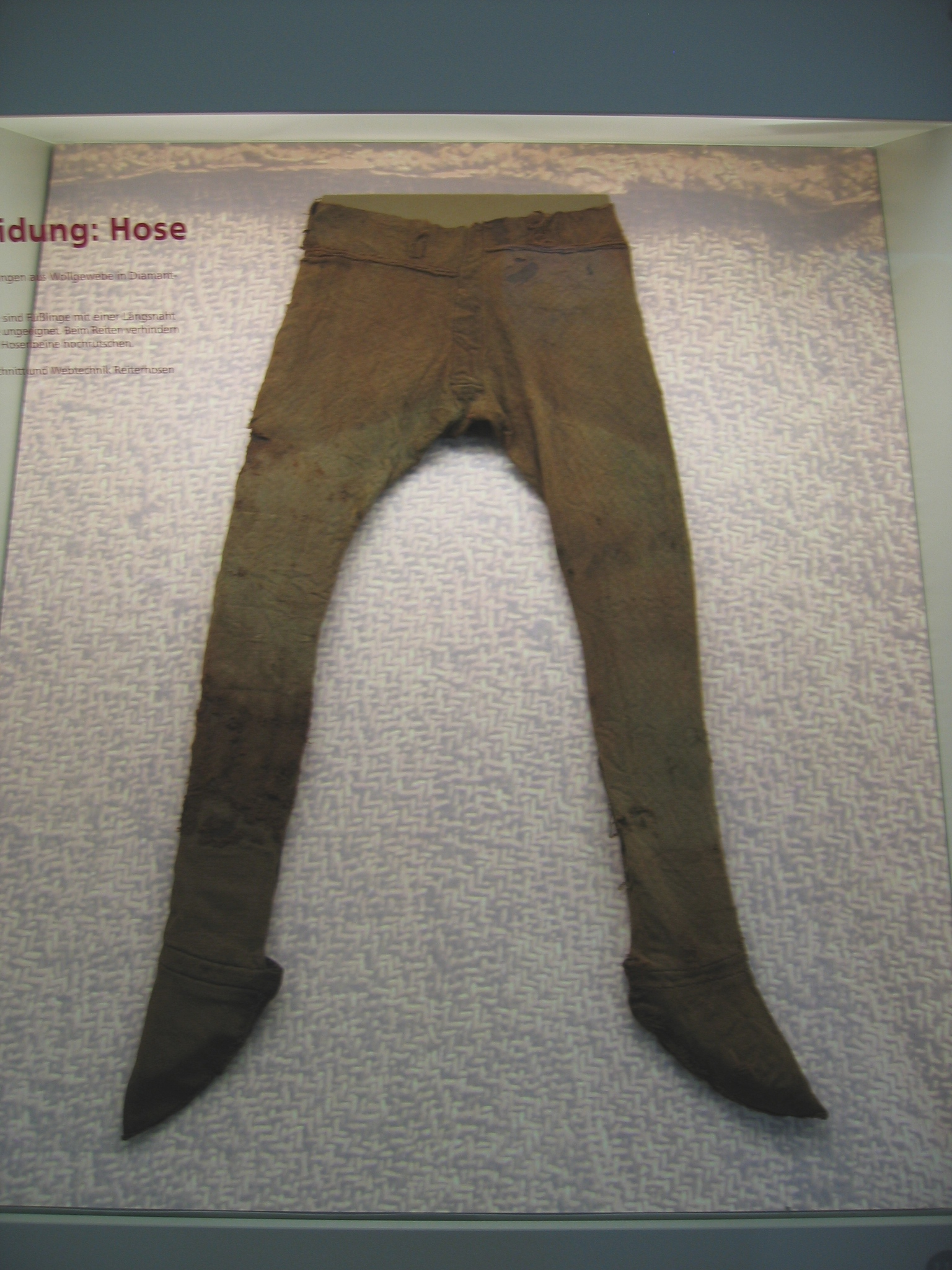
Restaurierte Hose des 4. Jh. aus dem Thorsberger Moor im Archäologischen Landesmuseum Schloss Gottorf

Die Textilarchäologie ist ein Zweig der Archäologie, der sich mit archäologischen Funden von Textilien, Kleidung und Trachten in allen Einzelheiten ihrer Herstellung und Verwendung beschäftigt. Ziel der Forschung ist es, Textilfunde für die Forschung und Präsentation zu konservieren und möglichst viele Erkenntnisse über die Herstellung, die Verarbeitung, über Aussehen und Trageweisen historischer Kleidung, sowie die Nutzung von Gebrauchstextilien zu erforschen. Weitere Ziele sind, soziologische, sozialwissenschaftliche und wirtschaftswissenschaftliche Erkenntnisse aus den Textilfunden zu erarbeiten.
Textilien erhalten sich im Boden über längere Zeiträume nur unter extrem seltenen und günstigen Bedingungen. Textile Fasern werden durch die chemischen Eigenschaften ihrer Umgebung verändert oder geschädigt. Tierische Materialien aus Proteinen wie Wolle, Seide, Fell, Leder oder Federn erhalten sich in einem leicht sauren Milieu bei einem pH-Wert von 5,5 bis 7, wohingegen pflanzliche Materialien wie Flachsfasern, Baumwolle und Nesselfasern für ihre Erhaltung ein neutrales bis basisches Milieu um 10 pH benötigen. Außerdem werden textile Materialien, sobald sie in die Erde gelangen, von Mikroorganismen, Bakterien und Pilzen bis zur völligen Vernichtung zersetzt. Aus diesem Grund sind Funde von Kleidung oder Textilien äußerst selten. Besondere Lagerbedingungen hemmen jedoch die Aktivität dieser Kleinlebewesen und ermöglichen den Erhalt der Funde. Optimale Lagerbedingungen setzen sich immer aus einer Kombination verschiedener Gegebenheiten zusammen, wie dem vollständigen Abschluss von Sauerstoff und Licht oder eine extreme und konstante Trockenlagerung. Des Weiteren können Textilien konserviert werden, wenn sie in einer für Mikroorganismen ungünstigen Umgebung lagern, in dem Stoffe beispielsweise in Kontakt mit Metalloberflächen liegen, deren Korrosionsprodukte die Textilien durchdringen und diese als Metallkorrosionsprodukt indirekt erhalten. In diesen Fällen sind die textilen Materialien meist ebenfalls vollständig vergangen, jedoch hat sich ihr plastisches Abbild als Metallsalzauflage wie Rost oder Grünspan auf der Metalloberfläche erhalten.
Selbst wenn sich Textilien unter günstigsten Bedingungen über mehrere Jahrhunderte erhalten haben, vergingen sie häufig zum Zeitpunkt der Ausgrabung durch den Kontakt mit Licht und Luftsauerstoff. Viele Ausgräber beobachteten Textilien aus frisch geöffneten Gräbern, deren leuchtende Farben sich binnen Sekunden in ein unansehnliches Grau oder Braun veränderten und deren Gewebe augenblicklich zu Staub zerfielen. Ungenügende Bergungs- und Konservierungsmöglichkeiten verhinderten lange Zeit, dass sich die Wissenschaft intensiver damit befassen konnte. Außerdem wurde die Bedeutung vor- und frühgeschichtlicher Textilien nur von wenigen frühen Ausgräbern erkannt.
Bekannte Beispiele von vor- und frühgeschichtlichen Textilfunden stammen aus den Mooren Nordeuropas wie den zahlreichen Moorleichen oder den bronzezeitlichen Baumsargbestattungen, bei denen sich zum Teil vollständige Trachtausstattungen erhalten haben. Weitere reichhaltige Textilfunde gibt es aus ägyptischen Mumienbestattungen oder skythischen Kurganen. Auch Ausgrabungen von mittelalterlichen Städten liefern, vor allem in ehemaligen Abfall- oder Latrinengruben, oft vielfältige Textilfunde.
Internationale Fachtagungen wie NESAT und zahlreiche Publikationen widmen sich heute der Textilarchäologie.